# Leptomys paulus
Leptomys paulus — вид мишоподібних гризунів родини мишеві (Muridae).

## Опис
Голова і довжину тіло між 117 і 132 мм, довжина хвоста між 138 і 163 мм, вуха від 18 до 23 мм, темно-коричневого кольору і мають трохи темного волосся, ступні від 31 до 36 мм. Може важити до 52 гр. Товсте і м'яке хутро темно-червонувато-коричневе на спинній частині, жовтувате з боків і сірувато-біле на черевній частині. Є мала смужку шкіри, яка простягається від середини плечей до лоба. Він має довгі вуса (60 мм) і білі щоки з темним кольором навколо очей. Хвіст майже лисий з білим кінчиком.

## Поширення, екологія
Ендемік Нової Гвінеї. Вид спостерігається в тропічних низьких гірських районах східної Нової Гвінеї, між 1240 і 1540 м.